# Santa Rita (Montana)
Santa Rita é uma região censitária no condado de Glacier, estado de Montana, nos Estados Unidos. Segundo o censo efetuado em 2010, possuía 113 habitantes. 
De acordo com o United States Census Bureau, essa região censitária tem 8,28 km2, todos de terra.